# Le Château-d'Oléron
Le Château-d'Oléron är en kommun i departementet Charente-Maritime i regionen Nouvelle-Aquitaine i sydvästra Frankrike. Kommunen ligger i kantonen Île d'Oléron som ligger i arrondissementet Rochefort. År 2022 hade Le Château-d'Oléron 4 359 invånare.

## Befolkningsutveckling
| Befolkningsutvecklingen i Le Château-d'Oléron 1968–2021 | Befolkningsutvecklingen i Le Château-d'Oléron 1968–2021 | Befolkningsutvecklingen i Le Château-d'Oléron 1968–2021 | Befolkningsutvecklingen i Le Château-d'Oléron 1968–2021 | Befolkningsutvecklingen i Le Château-d'Oléron 1968–2021 |
| ------------------------------------------------------- | ------------------------------------------------------- | ------------------------------------------------------- | ------------------------------------------------------- | ------------------------------------------------------- |
|                                                         |                                                         |                                                         |                                                         |                                                         |
| År                                                      |                                                         |                                                         | Folkmängd                                               |                                                         |
| 1968                                                    | 1968                                                    |                                                         | 3 254                                                   |                                                         |
| 1975                                                    | 1975                                                    |                                                         | 3 324                                                   |                                                         |
| 1982                                                    | 1982                                                    |                                                         | 3 411                                                   |                                                         |
| 1990                                                    | 1990                                                    |                                                         | 3 544                                                   |                                                         |
| 1999                                                    | 1999                                                    |                                                         | 3 552                                                   |                                                         |
| 2007                                                    | 2007                                                    |                                                         | 3 949                                                   |                                                         |
| 2015                                                    | 2015                                                    |                                                         | 4 121                                                   |                                                         |
| 2021                                                    | 2021                                                    |                                                         | 4 319                                                   |                                                         |